# Мястко (гміна)
Гміна Мястко (пол. Gmina Miastko) — місько-сільська гміна у північній Польщі. Належить до Битівського повіту Поморського воєводства.
Станом на 31 грудня 2011 у гміні проживало 20152 особи.

## Територія
Згідно з даними за 2007 рік площа гміни становила 466.82 км², у тому числі:
- орні землі: 38.00%
- ліси: 50.00%

Таким чином, площа гміни становить 21.29% площі повіту.

## Населення
Станом на 31 грудня 2011:
| Опис     | Загалом | Загалом | Чоловіки | Чоловіки | Жінки | Жінки |
| -------- | ------- | ------- | -------- | -------- | ----- | ----- |
| одиниця  | осіб    | %       | осіб     | %        | осіб  | %     |
| все      | 20152   | 100     | 10007    | 49.66    | 10145 | 50.34 |
| міське   | 11068   | 100     | 5397     | 48.76    | 5671  | 51.24 |
| сільське | 9084    | 100     | 4610     | 50.75    | 4474  | 49.25 |

## Сусідні гміни
Гміна Мястко межує з такими гмінами: Білий Бур, Кемпіце, Колчиґлови, Кочала, Ліпниця, Полянув, Тухоме, Тшебеліно.